# Sylvia Breamer
Sylvia Breamer (née le 9 juin 1897 à Sydney, en Nouvelle-Galles du Sud, Australie et morte le 7 juin 1943  à New York) est une actrice australienne.

## Biographie
Sylvia Breamer est née en Australie. Son père, officier dans la Royal Navy, meurt alors qu'elle est encore jeune. 
Elle découvre le métier d'actrice d'abord par le théâtre sur les scènes australiennes avant de traverser le Pacifique pour tenter sa chance aux États-Unis. Elle commence par le théâtre dans une production de William A. Brady et est alors remarquée par Parker Reid. 

## Filmographie partielle
- 1917 : The Millionaire Vagrant de Victor L. Schertzinger : Ruth Vail
- 1917 : The Narrow Trail de Lambert Hillyer : Betty Werdin
- 1917 : The Pinch Hitter de Victor L. Schertzinger : Abbie Nettleton
- 1917 : The Cold Deck de William S. Hart : Rose Larkin
- 1917 : Jim le vif (Sudden Jim), de Victor Schertzinger : Marie Ducharme
- 1918 : The Temple of Dusk de James Young : Adrienne Chester
- 1918 : The Family Skeleton de Victor L. Schertzinger : Poppy Drayton
- 1918 : Missing de James Young : Nell Surratt
- 1918 : We Can't Have Everything de Cecil B. DeMille : Zada L'Etoile
- 1919 : The Moonshine Trail de J. Stuart Blackton : Cynthia
- 1919 : Dawn de J. Stuart Blackton : Dorothy Parkman
- 1919 : A House Divided de J. Stuart Blackton : Mary Lord
- 1919 : The Common Cause de J. Stuart Blackton : Helene Palmer
- 1920 : The Blood Barrier de J. Stuart Blackton : Enid Solari
- 1920 : My Husband's Other Wife de J. Stuart Blackton : Adelaide Hedlar
- 1920 : Respectable by Proxy de J. Stuart Blackton : Betty Blair
- 1920 : My Lady's Garter de Maurice Tourneur : Helen Hamilton
- 1920 : Unseen Forces de Sidney A. Franklin : Miriam Holt
- 1921 : The Devil de James Young : Mimi
- 1921 : Not Guilty de Sidney A. Franklin : Elsa Chetwood
- 1921 : À la manière de Roméo (Doubling for Romeo) de Clarence G. Badger : Lulu / Juliet
- 1921 : A Poor Relation de Clarence Badger : Miss Fay
- 1921 : The Roof Tree de John Francis Dillon : Dorothy Harper
- 1922 : The Man with Two Mothers de Paul Bern : Claire Mordaunt
- 1922 : Calvert's Valley de John Francis Dillon : Hester Rymal
- 1922 : Doubling for Romeo de Clarence Badger : Lulu (Juliet)
- 1922 : The Face Between (en) de Bayard Veiller  : Marianna Canfield
- 1922 : The Man Unconquerable (en) de Joseph Henabery : Rita Durand
- 1922 : The Man Who Married His Own Wife de Stuart Paton : Elsie Haynes
- 1922 : Un veinard (Money To Burn) de Rowland V. Lee : Comtesse Vecchi
- 1922 : Sherlock Brown de Bayard Veiller : Hilda
- 1922 : Wolf Law de Stuart Paton : Francine Redney
- 1923 : The Barefoot Boy de David Kirkland : Milicent Carter
- 1923 : Bavu de Stuart Paton : Olga Stropik
- 1923 : The First Degree de Edward Sedgwick : Mary
- 1923 : Flaming Youth de John Francis Dillon : Dee Fentriss
- 1923 : The Girl of the Golden West d'Edwin Carewe : la fille
- 1923 : Her Temporary Husband de John McDermott : Blanche Ingram
- 1923 : Thundergate de Joseph De Grasse : Alberta Hayward
- 1924 : Lilies of the Field de John Francis Dillon : Vera
- 1924 : Reckless Romance de Scott Sidney : Edith Somers
- 1924 : Robes of Sin de Russell Allen : Ruth Rogens
- 1924 : The Woman on the Jury de Harry O. Hoyt : Betty Brown
- 1925 : Too Much Youth de Duke Worne : Marguerite
- 1925 : Women and Gold de James P. Hogan : Myra Barclay
- 1926 : Lightning Reporter de Jack Noble
- 1926 : Dans la chambre de Mabel (Up in Mabel's Room) de E. Mason Hopper : Alicia
- 1936 : Enfants abandonnés (Too Many Parents) de Robert F. McGowan : Malloy